# برغن (ساكسونيا السفلى)
برغن (سله) (بالألمانية: Bergen, Niedersachsen) هي بلدة ألمانية تقع في ألمانيا في سله. يقدر عدد سكانها بـ 13,099 نسمة .

## معرض صور

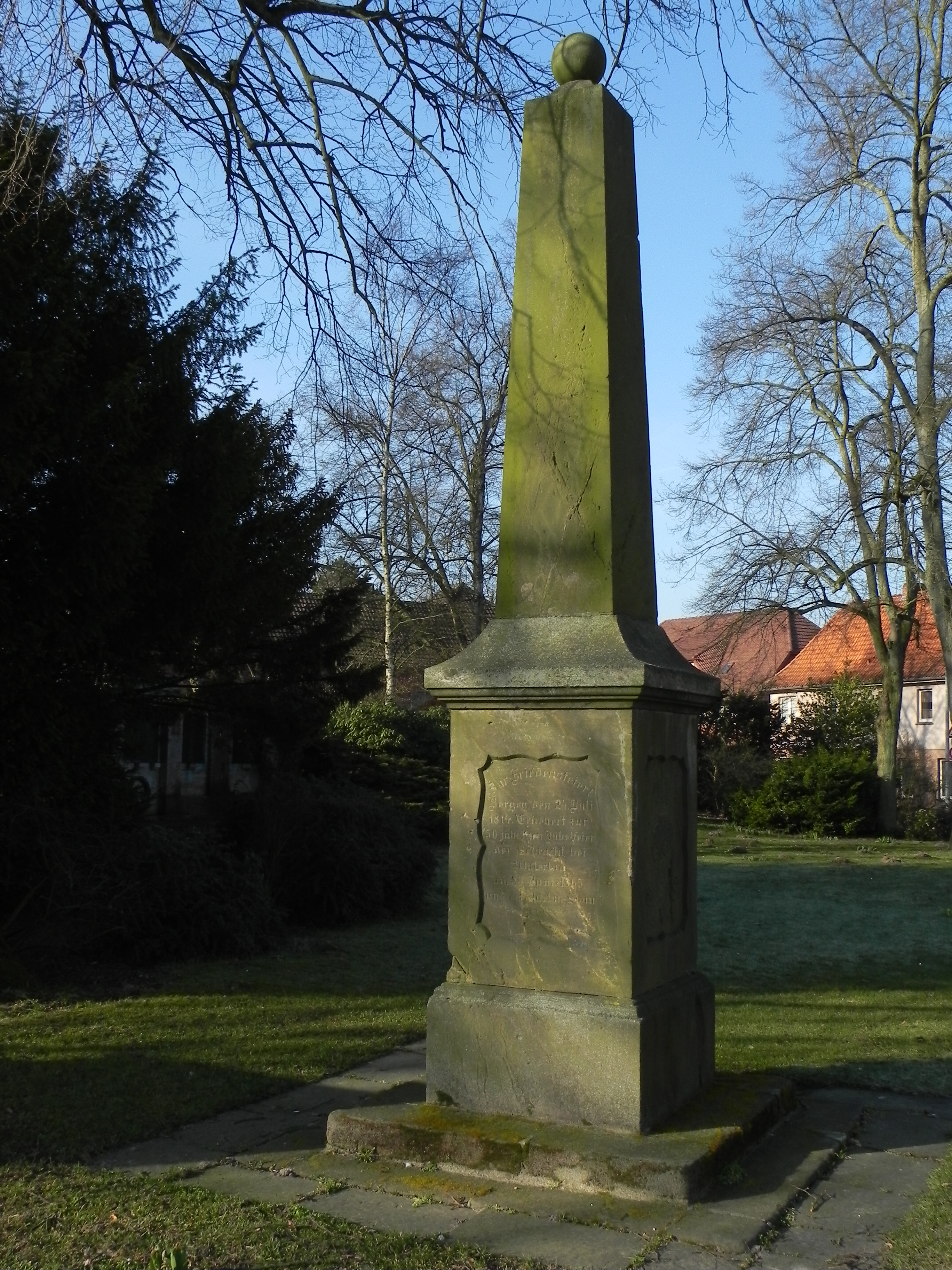
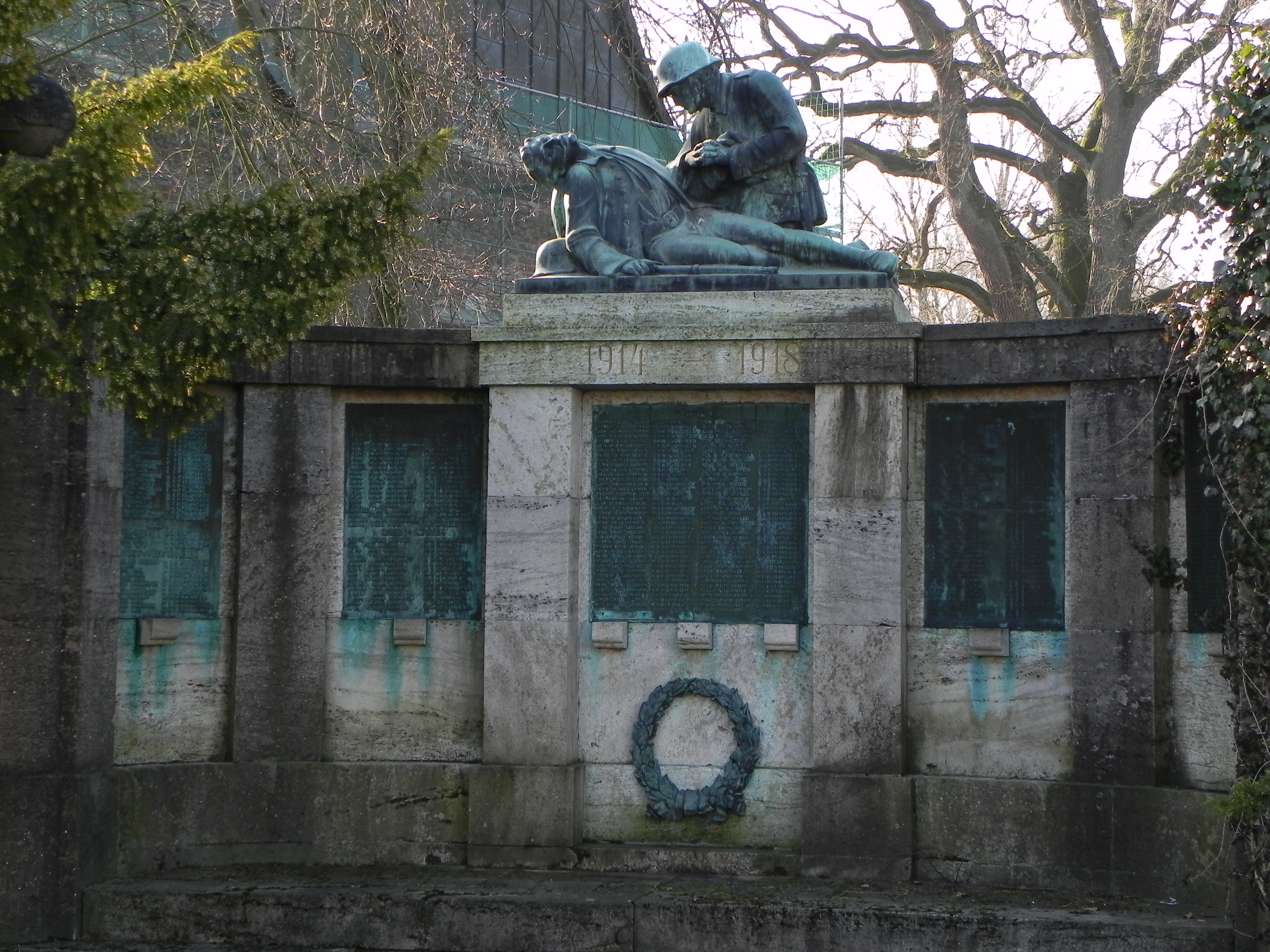
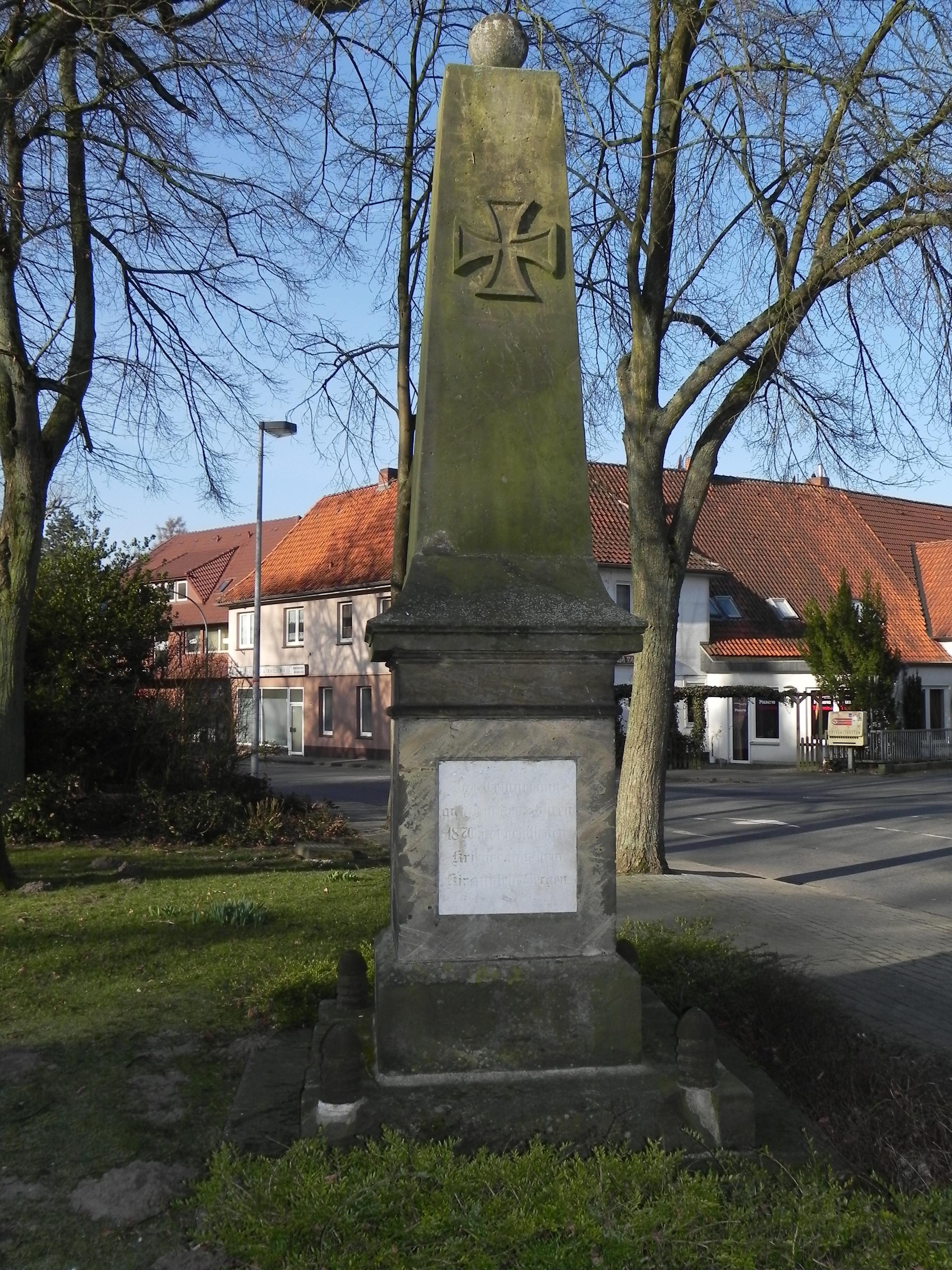